# Giallo (rete televisiva)
Giallo è un canale televisivo italiano tematico edito da Warner Bros. Discovery Italia, divisione del gruppo Warner Bros. Discovery.

## Storia

### Gestione Switchover Media (2012-2013)
Il 7 maggio 2012 Giallo ha sostituito le trasmissioni CanalOne all'LCN 38 del digitale terrestre con un cartello che annunciava il lancio del canale, in cui i protagonisti scrivevano delle frasi su un muro (con riferimento ai modi di dire "cromatici" della lingua italiana), poi cancellate con vernice gialla, avvenuto il 14 maggio alle 16:00 da parte di Switchover Media.
La sua programmazione è costituita da serie televisive di genere crime, giallo, investigazione, poliziesco, thriller, mistery e noir.
La voce ufficiale dei promo del canale è il doppiatore Alessandro Rigotti, dal 2012.

### Gestione Discovery Italia (dal 2013)
Dal 14 gennaio 2013 il canale è prodotto da Discovery Italia, dopo l'acquisizione di quest'ultimo dell'editore Switchover Media.
Dal 9 aprile 2014 Giallo trasmette anche via satellite sull'LCN 144 di Sky.
Il 13 aprile 2014 rinnovò logo e grafica. Inoltre la luminosa passò in alto a sinistra dello schermo, mentre in alto a destra venne aggiunta la scritta del programma in onda. 
Il 18 giugno nacque Real Giallo, il contenitore crime dedicato ai documentari basati sui fatti realmente accaduti.
Il 29 gennaio 2015 la luminosa adottò il logo di rete uguale a quello presente negli spot pubblicitari e nei promo e venne modificata la scritta del programma in onda. 
Il 6 febbraio venne aggiunta la D del logo Discovery alla sinistra del logo di rete, come per gli altri canali free. Inoltre la luminosa del contenitore Real Giallo adottò il logo uguale a quello presente negli spot pubblicitari e nei promo.
Dal 23 luglio Giallo trasmette anche su Tivùsat all'LCN 38.
Dal 2 gennaio 2019 Giallo si trasferisce all'LCN 167 sulla piattaforma Sky Italia.
Il 1º aprile la versione satellitare del canale viene convertita all'HD, rendendo il canale fruibile solo in tale formato sugli LCN 167 di Sky Italia e 38 di Tivùsat.
Dal 9 aprile il canale è visibile anche in streaming in HD sulla piattaforma Dplay.
Il 10 aprile 2020 la luminosa diventò monocromatica, preceduta dall’intero logo Discovery. Furono inoltre rimpicciolite le scritte in sovrimpressione, compresi i vari suffissi.
L'8 marzo 2022 la versione in alta definizione del canale arriva sul digitale terrestre, sostituendo la versione SD.
Il 6 giugno 2022 la luminosa ha riadottato la propria colorazione e va ad affiancare il logo della nuova società Warner Bros. Discovery.
La raccolta pubblicitaria è affidata a Discovery Media.

## Palinsesto
Le serie televisive e i telefilm proposti, esclusi quelli della prima serata, sono trasmessi dal lunedì al venerdì nella stessa fascia oraria e proposti il sabato mattina e in alcuni casi anche la domenica.
Dal luglio del 2012 andava in onda ogni mercoledì e sabato il ciclo di film I Giallissimi. La mattina Giallo riproponeva tutti gli episodi delle serie televisive trasmesse il giorno precedente.
Nel palinsesto vi è anche un breve notiziario inizialmente realizzato da CNR Media con il nome Giallo News, dal 2014 da Class Editori con il nome di Class TV e dal 2019 con il nome di TG Giallo, curato da LaPresse e dal 2024 da CNN Italia.

### Serie TV
- Alexa: vita da detective
- Alexandra
- Alice Nevers - Professione giudice
- Astrid e Raphaelle
- Broadchurch
- Cherif
- Crossing Jordan
- Cracked
- DCI Banks
- Deadline: squadra anticrimine
- Detective McLean
- Dieci piccoli indiani
- Elementary
- Fairly Legal
- Grantchester
- Hinterland
- I misteri di Brokenwood
- I misteri di Murdoch
- I misteri di Whitstable Pearl
- I Pennac - Indagini in famiglia
- Il giovane ispettore Morse
- Il risolutore
- Il socio
- Incubi e deliri
- Jacobs: un veterinario per agente
- Josy Klick
- King
- L'ispettore Barnaby
- L'ispettore Dalgliesh
- Law & Order - I due volti della giustizia
- Law & Order - Il verdetto
- Law & Order: LA
- Law & Order Criminal Intent: Parigi
- Law & Order: UK
- Le due facce della legge
- Line of Fire
- Lie to Me
- Ludwig
- MPU - Missing Persons Unit
- Night Stalker
- New Tricks
- Omicidi a Sandhamn
- Post Mortem: Segreti dall'aldilà
- Rebecka Martinsson
- Ripper Street
- Shetland
- Scott & Bailey
- SOKO - Misteri tra le montagne
- Tandem
- Tatort
- The Chicago Code
- The Guardian
- The Listener
- The Missing
- The Protector
- The Whole Truth
- Silent Witness
- Touch
- Waking the Dead
- Whitechapel
- Vera

### Real Giallo
Il martedì ed il mercoledì in prima serata e ogni giorno dal lunedì al venerdì alle ore 00:40, la rete televisiva dedicava fasce di programmazione a Real Giallo, mandando in onda serie televisive ispirate a fatti realmente accaduti.
- A Crime to Remember
- Amicizie criminali
- Deadline: dentro il crimine
- Delitto (im)perfetto
- Disappeared
- Fedele da morire
- Fino a prova contraria
- I Am Homicide
- Il gene del male
- Killing Fields
- Murder Comes to Town
- Nightmare Next Door
- Omicidi da incubo
- Peccati mortali
- Redrum
- So chi mi ha ucciso
- Solved
- Sulle tracce del delitto
- Torbidi delitti
- The Murder Shift

### Informazione
- Giallo News (2012-2014)
- Class TV (2014-2019)
- TG Giallo (Dal 2019)
- Meteo

## Ascolti

### Share mensile di Giallo
Dati Auditel relativi al giorno medio mensile sul target individui 4+.
| Anno | Gen   | Feb   | Mar   | Apr   | Mag   | Giu   | Lug   | Ago   | Set   | Ott   | Nov   | Dic   | Media anno |
| ---- | ----- | ----- | ----- | ----- | ----- | ----- | ----- | ----- | ----- | ----- | ----- | ----- | ---------- |
| 2012 | -     | -     | -     | -     | -     | -     | 0,74% | 1,00% | 0,81% | 0,78% | 0,77% | 0,78% | 0,81%      |
| 2013 | 0,86% | 0,76% | 0,70% | 0,78% | 0,82% | 0,93% | 0,88% | 0,92% | 0,80% | 0,68% | 0,74% | 0,73% | 0,80%      |
| 2014 | 0,73% | 0,74% | 0,71% | 0,74% | 0,75% | 0,76% | 0,90% | 1,04% | 0,95% | 0,91% | 0,91% | 0,98% | 0,84%      |
| 2015 | 0,93% | 0,85% | 0,89% | 0,95% | 0,92% | 1,08% | 0,95% | 1,02% | 0,89% | 0,85% | 0,83% | 0,90% | 0,92%      |
| 2016 | 0,90% | 0,73% | 0,74% | 0,84% | 0,79% | 0,80% | 0,85% | 0,85% | 0,77% | 0,73% | 0,83% | 0,89% | 0,81%      |
| 2017 | 0,80% | 0,71% | 0,65% | 0,67% | 0,72% | 0,90% | 0,95% | 0,96% | 0,76% | 0,77% | 0,73% | 0,77% | 0,77%      |
| 2018 | 0,72% | 0,71% | 0,69% | 0,73% | 0,69% | 0,74% | 0,88% | 0,98% | 0,88% | 0,80% | 0,81% | 0,92% | 0,79%      |
| 2019 | 0,95% | 0,91% | 0,91% | 0,90% | 0,88% | 0,91% | 0,97% | 0,99% | 0,81% | 0,77% | 0,83% | 0,92% | 0,89%      |
| 2020 | 0,94% | 0,85% | 0,81% | 0,82% | 0,86% | 0,98% | 0,98% | 0,95% | 0,89% | 0,82% | 0,82% | 0,84% | 0,88%      |
| 2021 | 0,81% | 0,80% | 0,69% | 0,76% | 0,85% | 0,97% | 0,90% | 0,90% | 0,90% | 0,93% | 0,86% | 0,87% | 0,85%      |
| 2022 | 0,84% | 0,85% | 0,88% | 1,01% | 1,04% | 1,14% | 1,20% | 1,26% | 1,17% | 1,02% | 0,92% | 0,93% | 0,99%      |
| 2023 | 0,89% | 0,82% | 0,91% | 0,88% | 0,97% | 1,07% | 1,06% | 1,12% | 1,05% | 1,01% | 0,96% | 0,99% | 0,97%      |
| 2024 | 0,90% | 0,79% | 0,85% | 0,90% | 0,94% | 1,01% | 0,88% | 0,93% | 0,98% | 1,03% | 0,98% | 0,97% | 0,93%      |
| 2025 | 0,96% | 0,83% | 0,88% | 0,99% | 0,94% | 1,05% |       |       |       |       |       |       |            |

## Loghi

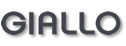
14 maggio 2012 - 13 aprile 2014
In uso dal 13 aprile 2014